# Кубок Англії з футболу 2019—2020
Кубок Англії з футболу 2019–2020 — 139-й розіграш найстарішого кубкового футбольного турніру у світі, Кубка виклику Футбольної Асоціації, також відомого як Кубок Англії.
Володарем трофею учотирнадцяте в історії став лондонський «Арсенал».

## Перший раунд
На цій стадії турніру розпочинають грати клуби з Першої та Другої ліг.
Матчі пройшли 8-12 листопада 2019 року.
У дужках вказаний дивізіон, у якому виступає клуб у поточному сезоні. Якщо уточнення відсутнє, клуб з першого дивізіону системи футбольних ліг Англії — Прем'єр-ліги
| Дата                      | Господарі                  | Рахунок | Гості                 | Глядачі |
| ------------------------- | -------------------------- | ------- | --------------------- | ------- |
| 8 листопада               | Далвіч Гамлет (6)          | 1:4     | Карлайл Юнайтед (4)   | 3 336   |
| 9 листопада               | Сандерленд (3)             | 1:1     | Джиллінгем (3)        | 7 892   |
| 19 листопада Перегравання | Джиллінгем (3)             | 1:0 дч  | Сандерленд (3)        | 3 561   |
| 9 листопада               | Іпсвіч Таун (3)            | 1:1     | Лінкольн Сіті (3)     | 11 598  |
| 20 листопада Перегравання | Лінкольн Сіті (3)          | 0:1     | Іпсвіч Таун (3)       | 6 781   |
| 9 листопада               | Оксфорд Сіті (6)           | 1:5     | Соліхалл Мурс (5)     | 667     |
| 9 листопада               | Кроулі Таун (4)            | 4:1     | Сканторп Юнайтед (4)  | 1 706   |
| 9 листопада               | Колчестер Юнайтед (4)      | 0:2     | Ковентрі Сіті (3)     | 2 919   |
| 9 листопада               | Болтон Вондерерз (3)       | 0:1     | Плімут Аргайл (4)     | 6 992   |
| 9 листопада               | Мейдстоун Юнайтед (6)      | 1:0     | Торкі Юнайтед (5)     | 2 330   |
| 9 листопада               | Кембридж Юнайтед (4)       | 1:1     | Ексетер Сіті (4)      | 2 302   |
| 19 листопада Перегравання | Ексетер Сіті (4)           | 1:0     | Кембридж Юнайтед (4)  | 2 719   |
| 9 листопада               | Стауербридж (7)            | 2:2     | Істлі (5)             | 1 846   |
| 19 листопада Перегравання | Істлі (5)                  | 3:0     | Стауербридж (7)       | 1 509   |
| 9 листопада               | Солфорд Сіті (4)           | 1:1     | Бертон Альбіон (3)    | 2 724   |
| 19 листопада Перегравання | Бертон Альбіон (3)         | 4:1     | Солфорд Сіті (4)      | 1 479   |
| 9 листопада               | Форест Грін Роверз (4)     | 4:0     | Біллерікі Таун (6)    | 1 419   |
| 9 листопада               | Еббсфліт Юнайтед (5)       | 2:3     | Ноттс Каунті (5)      | 1 206   |
| 9 листопада               | Волсолл (4)                | 2:2     | Дарлінгтон (6)        | 2 882   |
| 20 листопада Перегравання | Дарлінгтон (6)             | 0:1     | Волсолл (4)           | 3 106   |
| 9 листопада               | Нантвіч Таун (7)           | 0:1     | Файлд (5)             | 1 544   |
| 9 листопада               | Вімблдон (3)               | 1:1     | Донкастер Роверз (3)  | 2 777   |
| 19 листопада Перегравання | Донкастер Роверз (3)       | 2:0     | Вімблдон (3)          | 3 413   |
| 9 листопада               | Шрусбері Таун (3)          | 1:1     | Бредфорд Сіті (4)     | 3 764   |
| 19 листопада Перегравання | Бредфорд Сіті (4)          | 0:1     | Шрусбері Таун (3)     | 3 888   |
| 9 листопада               | Грімсбі Таун (4)           | 1:1     | Ньюпорт Каунті (4)    | 2 086   |
| 20 листопада Перегравання | Ньюпорт Каунті (4)         | 2:0     | Грімсбі Таун (4)      | 2 053   |
| 9 листопада               | Менсфілд Таун (4)          | 1:0     | Чорлі (5)             | 2 418   |
| 9 листопада               | Транмер Роверз (3)         | 2:2     | Вікем Вондерерз (3)   | 3 849   |
| 20 листопада Перегравання | Вікем Вондерерз (3)        | 1:2 дч  | Транмер Роверз (3)    | 2 928   |
| 9 листопада               | Карсшолтон Атлетік (7)     | 1:4     | Бостон Юнайтед (6)    | 1 859   |
| 9 листопада               | Челтнем Таун (4)           | 1:1     | Свіндон Таун (4)      | 3 456   |
| 19 листопада Перегравання | Свіндон Таун (4)           | 0:1     | Челтнем Таун (4)      | 3 000   |
| 9 листопада               | Аккрінгтон Стенлі (3)      | 0:2     | Кру Александра (4)    | 1 655   |
| 9 листопада               | Мейденхед Юнайтед (5)      | 1:3     | Ротергем Юнайтед (3)  | 1 924   |
| 9 листопада               | Блекпул (3)                | 4:1     | Моркам (4)            | 5 371   |
| 9 листопада               | Мілтон-Кінз Донз (3)       | 0:1     | Порт Вейл (4)         | 3 598   |
| 9 листопада               | Стівенідж (4)              | 1:1     | Пітерборо Юнайтед (3) | 2 981   |
| 19 листопада Перегравання | Пітерборо Юнайтед (3)      | 2:0     | Стівенідж (4)         | 3 593   |
| 10 листопада              | Дувр Атлетік (5)           | 1:0     | Саутенд Юнайтед (3)   | 1 754   |
| 10 листопада              | Барнет (5)                 | 0:2     | Флітвуд Таун (3)      | 1 100   |
| 10 листопада              | Бристоль Роверз (3)        | 1:1     | Бромлі (5)            | 3 649   |
| 19 листопада Перегравання | Бромлі (5)                 | 0:1     | Бристоль Роверз (3)   | 4 558   |
| 10 листопада              | Лейтон Орієнт (4)          | 1:2     | Молдон енд Тіптрі (8) | 3 425   |
| 10 листопада              | Чіппенгем Таун (6)         | 0:3     | Нортгемптон Таун (4)  | 2 625   |
| 10 листопада              | Маклсфілд Таун (4)         | 0:4     | Кінгстоніан (7)       | 996     |
| 10 листопада              | Йорк Сіті (6)              | 0:1     | Олтрінгем (6)         | 3 222   |
| 10 листопада              | Рексем (5)                 | 0:0     | Рочдейл (3)           | 3 274   |
| 19 листопада Перегравання | Рочдейл (3)                | 1:0     | Рексем (5)            | 1 628   |
| 10 листопада              | Гейтсхед (6)               | 1:2     | Олдем Атлетік (4)     | 2 199   |
| 10 листопада              | Хейз енд Ідінг Юнайтед (7) | 0:2     | Оксфорд Юнайтед (3)   | 1 501   |
| 11 листопада              | Гаррогейт Таун (5)         | 1:2     | Портсмут (3)          | 3 048   |
| 12 листопада              | Йовіл Таун (5)             | 1:4     | Гартлпул Юнайтед (5)  | 2 361   |

## Другий раунд
Матчі пройшли з 29 листопада по 2 грудня 2019 року.
| Дата                   | Господарі              | Рахунок | Гості                  | Глядачі |
| ---------------------- | ---------------------- | ------- | ---------------------- | ------- |
| 29 листопада           | Молдон енд Тіптрі (8)  | 0:1     | Ньюпорт Каунті (4)     | 1 876   |
| 30 листопада           | Істлі (5)              | 1:1     | Кру Александра (4)     | 1 806   |
| 10 грудня Перегравання | Кру Александра (4)     | 3:1     | Істлі (5)              | 2 184   |
| 30 листопада           | Портсмут (3)           | 2:1     | Олтрінгем (6)          | 8 539   |
| 30 листопада           | Шрусбері Таун (3)      | 2:0     | Менсфілд Таун (4)      | 3 678   |
| 30 листопада           | Кінгстоніан (7)        | 0:2     | Файлд (5)              | 1 460   |
| 30 листопада           | Волсолл (4)            | 0:1     | Оксфорд Юнайтед (3)    | 3 224   |
| 30 листопада           | Форест Грін Роверз (4) | 2:2     | Карлайл Юнайтед (4)    | 1 504   |
| 10 грудня Перегравання | Карлайл Юнайтед (4)    | 1:0     | Форест Грін Роверз (4) | 1 736   |
| 30 листопада           | Олдем Атлетік (4)      | 0:1     | Бертон Альбіон (3)     | 2 858   |
| 30 листопада           | Челтнем Таун (4)       | 1:3     | Порт Вейл (4)          | 2 725   |
| 1 грудня               | Блекпул (3)            | 3:1     | Мейдстоун Юнайтед (6)  | 3 977   |
| 1 грудня               | Ковентрі Сіті (3)      | 1:1     | Іпсвіч Таун (3)        | 2 878   |
| 10 грудня Перегравання | Іпсвіч Таун (3)        | 1:2     | Ковентрі Сіті (3)      | 6 515   |
| 1 грудня               | Ексетер Сіті (4)       | 2:2     | Гартлпул Юнайтед (5)   | 3 638   |
| 10 грудня Перегравання | Гартлпул Юнайтед (5)   | 1:0 дч  | Ексетер Сіті (4)       | 2 398   |
| 1 грудня               | Джиллінгем (3)         | 3:0     | Донкастер Роверз (3)   | 3 216   |
| 1 грудня               | Рочдейл (3)            | 0:0     | Бостон Юнайтед (6)     | 2 583   |
| 16 грудня Перегравання | Бостон Юнайтед (6)     | 1:2     | Рочдейл (3)            | 4 190   |
| 1 грудня               | Пітерборо Юнайтед (3)  | 3:0     | Дувр Атлетік (5)       | 4 239   |
| 1 грудня               | Кроулі Таун (4)        | 1:2     | Флітвуд Таун (3)       | 2 000   |
| 1 грудня               | Нортгемптон Таун (4)   | 3:1     | Ноттс Каунті (5)       | 4 489   |
| 1 грудня               | Бристоль Роверз (3)    | 1:1     | Плімут Аргайл (4)      | 6 215   |
| 17 грудня Перегравання | Плімут Аргайл (4)      | 0:1     | Бристоль Роверз (3)    | 5 685   |
| 1 грудня               | Транмер Роверз (3)     | 5:1     | Чичестер Сіті (8)      | 4 370   |
| 2 грудня               | Соліхалл Мурс (5)      | 3:4     | Ротергем Юнайтед (3)   | 2 317   |

## Третій раунд
Матчі пройшли з 4 по 6 січня 2020 року.
| Дата                  | Господарі                | Рахунок | Гості                    | Глядачі |
| --------------------- | ------------------------ | ------- | ------------------------ | ------- |
| 4 січня               | Лестер Сіті              | 2:0     | Віган Атлетік (2)        | 30 330  |
| 4 січня               | Фулгем                   | 2:1     | Астон Вілла              | 12 980  |
| 4 січня               | Вулвергемптон Вондерерз  | 0:0     | Манчестер Юнайтед        | 31 381  |
| 15 січня Перегравання | Манчестер Юнайтед        | 1:0     | Вулвергемптон Вондерерз  | 67 025  |
| 4 січня               | Рочдейл (3)              | 1:1     | Ньюкасл Юнайтед          | 8 593   |
| 14 січня Перегравання | Ньюкасл Юнайтед          | 4:1     | Рочдейл (3)              | 29 786  |
| 4 січня               | Кардіфф Сіті (2)         | 2:2     | Карлайл Юнайтед (4)      | 5 282   |
| 15 січня Перегравання | Карлайл Юнайтед (4)      | 3:4     | Кардіфф Сіті (2)         | 4 381   |
| 4 січня               | Оксфорд Юнайтед (3)      | 4:1     | Гартлпул Юнайтед (5)     | 6 240   |
| 4 січня               | Саутгемптон              | 2:0     | Гаддерсфілд Таун (2)     | 20 091  |
| 4 січня               | Бристоль Сіті (2)        | 1:1     | Шрусбері Таун (3)        | 9 730   |
| 14 січня Перегравання | Шрусбері Таун (3)        | 1:0     | Бристоль Сіті (2)        | 7 194   |
| 4 січня               | Борнмут                  | 4:0     | Лутон Таун (2)           | 10 064  |
| 4 січня               | Брайтон енд Гоув Альбіон | 0:1     | Шеффілд Венсдей (2)      | 20 349  |
| 4 січня               | Манчестер Сіті           | 4:1     | Порт Вейл (4)            | 52 433  |
| 4 січня               | Редінг (2)               | 2:2     | Блекпул (3)              | 10 181  |
| 14 січня Перегравання | Блекпул (3)              | 0:2     | Редінг (2)               | 5 213   |
| 4 січня               | Вотфорд                  | 3:3     | Транмер Роверз (3)       | 14 373  |
| 23 січня Перегравання | Транмер Роверз (3)       | 2:1 дч  | Вотфорд                  | 10 039  |
| 4 січня               | Престон Норт-Енд (2)     | 2:4     | Норвіч Сіті              | 7 616   |
| 4 січня               | Міллволл (2)             | 3:0     | Ньюпорт Каунті (4)       | 6 009   |
| 4 січня               | Ротергем Юнайтед (3)     | 2:3     | Галл Сіті (2)            | 6 044   |
| 4 січня               | Брентфорд (2)            | 1:0     | Сток Сіті (2)            | 7 575   |
| 4 січня               | Флітвуд Таун (3)         | 1:2     | Портсмут (3)             | 2 145   |
| 4 січня               | Бернлі                   | 4:2     | Пітерборо Юнайтед (3)    | 8 043   |
| 4 січня               | Бірмінгем Сіті (2)       | 2:1     | Блекберн Роверз (2)      | 7 330   |
| 5 січня               | Челсі                    | 2:0     | Ноттінгем Форест (2)     | 40 492  |
| 5 січня               | Бристоль Роверз (3)      | 2:2     | Ковентрі Сіті (3)        | 7 000   |
| 14 січня Перегравання | Ковентрі Сіті (3)        | 3:0     | Бристоль Роверз (3)      | 2 693   |
| 5 січня               | Бертон Альбіон (3)       | 2:4     | Нортгемптон Таун (4)     | 3 810   |
| 5 січня               | Квінз Парк Рейнджерс (2) | 5:1     | Свонсі Сіті (2)          | 6 712   |
| 5 січня               | Чарльтон Атлетік (2)     | 0:1     | Вест-Бромвіч Альбіон (2) | 6 426   |
| 5 січня               | Шеффілд Юнайтед          | 2:1     | Файлд (5)                | 11 133  |
| 5 січня               | Ліверпуль                | 1:0     | Евертон                  | 52 583  |
| 5 січня               | Кру Александра (4)       | 1:3     | Барнслі (2)              | 5 158   |
| 5 січня               | Мідлсбро (2)             | 1:1     | Тоттенгем Готспур        | 26 693  |
| 14 січня Перегравання | Тоттенгем Готспур        | 2:1     | Мідлсбро (2)             | 49 202  |
| 5 січня               | Кристал Пелес            | 0:1     | Дербі Каунті (2)         | 15 507  |
| 5 січня               | Джиллінгем (3)           | 0:2     | Вест Гем Юнайтед         | 10 913  |
| 6 січня               | Арсенал                  | 1:0     | Лідс Юнайтед (2)         | 58 403  |

## Четвертий раунд
Матчі пройшли з 24 по 27 січня 2020 року.
| Дата                  | Господарі                | Рахунок      | Гості                    | Глядачі |
| --------------------- | ------------------------ | ------------ | ------------------------ | ------- |
| 24 січня              | Нортгемптон Таун (4)     | 0:0          | Дербі Каунті (2)         | 7 798   |
| 4 лютого Перегравання | Дербі Каунті (2)         | 4:2          | Нортгемптон Таун (4)     | 15 860  |
| 24 січня              | Квінз Парк Рейнджерс (2) | 1:2          | Шеффілд Венсдей (2)      | 11 871  |
| 25 січня              | Брентфорд (2)            | 0:1          | Лестер Сіті              | 12 221  |
| 25 січня              | Саутгемптон              | 1:1          | Тоттенгем Готспур        | 29 282  |
| 5 лютого Перегравання | Тоттенгем Готспур        | 3:2          | Саутгемптон              | 56 046  |
| 25 січня              | Міллволл (2)             | 0:2          | Шеффілд Юнайтед          | 12 653  |
| 25 січня              | Редінг (2)               | 1:1          | Кардіфф Сіті (2)         | 12 798  |
| 4 лютого Перегравання | Кардіфф Сіті (2)         | 3:3 пен. 1:4 | Редінг (2)               | 4 832   |
| 25 січня              | Вест Гем Юнайтед         | 0:1          | Вест-Бромвіч Альбіон (2) | 58 911  |
| 25 січня              | Бернлі                   | 1:2          | Норвіч Сіті              | 8 071   |
| 25 січня              | Ковентрі Сіті (3)        | 0:0          | Бірмінгем Сіті (2)       | 21 193  |
| 4 лютого Перегравання | Бірмінгем Сіті (2)       | 2:2 пен. 4:1 | Ковентрі Сіті (3)        | 11 680  |
| 25 січня              | Ньюкасл Юнайтед          | 0:0          | Оксфорд Юнайтед (3)      | 52 221  |
| 4 лютого Перегравання | Оксфорд Юнайтед (3)      | 2:3 дч       | Ньюкасл Юнайтед          | 11 520  |
| 25 січня              | Портсмут (3)             | 4:2          | Барнслі (2)              | 13 286  |
| 25 січня              | Галл Сіті (2)            | 1:2          | Челсі                    | 24 109  |
| 26 січня              | Манчестер Сіті           | 4:0          | Фулгем                   | 39 223  |
| 26 січня              | Транмер Роверз (3)       | 0:6          | Манчестер Юнайтед        | 13 779  |
| 26 січня              | Шрусбері Таун (3)        | 2:2          | Ліверпуль                | 9 510   |
| 4 лютого Перегравання | Ліверпуль                | 1:0          | Шрусбері Таун (3)        | 52 399  |
| 27 січня              | Борнмут                  | 1:2          | Арсенал                  | 10 308  |

## П'ятий раунд
Матчі пройшли з 2 по 5 березня 2020 року.
| Дата      | Господарі                | Рахунок      | Гості              | Глядачі |
| --------- | ------------------------ | ------------ | ------------------ | ------- |
| 2 березня | Портсмут (3)             | 0:2          | Арсенал            | 18 839  |
| 3 березня | Челсі                    | 2:0          | Ліверпуль          | 40 103  |
| 3 березня | Редінг (2)               | 1:2 дч       | Шеффілд Юнайтед    | 15 129  |
| 3 березня | Вест-Бромвіч Альбіон (2) | 2:3          | Ньюкасл Юнайтед    | 21 557  |
| 4 березня | Шеффілд Венсдей (2)      | 0:1          | Манчестер Сіті     | 20 995  |
| 4 березня | Лестер Сіті              | 1:0          | Бірмінгем Сіті (2) | 27 181  |
| 4 березня | Тоттенгем Готспур        | 1:1 пен. 2:3 | Норвіч Сіті        | 58 007  |
| 5 березня | Дербі Каунті (2)         | 0:3          | Манчестер Юнайтед  | 31 379  |

## Шостий раунд
Матчі пройшли 27-28 червня 2020 року.
| Дата      | Господарі       | Рахунок | Гості             | Глядачі |
| --------- | --------------- | ------- | ----------------- | ------- |
| 27 червня | Норвіч Сіті     | 1:2 дч  | Манчестер Юнайтед | 0       |
| 28 червня | Ньюкасл Юнайтед | 0:2     | Манчестер Сіті    | 0       |
| 28 червня | Лестер Сіті     | 0:1     | Челсі             | 0       |
| 28 червня | Шеффілд Юнайтед | 1:2     | Арсенал           | 0       |

## Півфінали
Матчі пройшли 18-19 липня 2020 року.
| Дата     | Господарі         | Рахунок | Гості          | Глядачі |
| -------- | ----------------- | ------- | -------------- | ------- |
| 18 липня | Арсенал           | 2:0     | Манчестер Сіті | 0       |
| 19 липня | Манчестер Юнайтед | 1:3     | Челсі          | 0       |

## Фінал
| 1 серпня 2020 17:30 |

| «Арсенал» (Лондон)         | 2–1      | «Челсі»      |
| -------------------------- | -------- | ------------ |
| - Обамеянг 28' (пен.), 67' | Протокол | - Пулишич 5' |

| Вемблі (стадіон), Лондон Глядачів: 0 Арбітр: Ентоні Тейлор (Чешир) |